# Claudio O'Connor
Claudio Alberto Castro, más conocido como Claudio O'Connor (28 de abril de 1963 en Llavallol, Buenos Aires), es un cantante de heavy metal, thrash metal, groove metal y hard rock argentino. Es conocido por haber sido el cantante de Hermética, y en la actualidad, de Malón y O'Connor.
Su carrera musical comenzó en la banda Mark I. En 1988 fue convocado por Ricardo Iorio para unirse a Hermética, banda que integró hasta su disolución a fines de 1994. Al año siguiente, O'Connor, junto a sus excompañeros de Hermética Antonio Romano y Claudio Strunz, a los que se sumó Karlos Cuadrado en bajo, forman Malón. La banda se separa en 1998 y Claudio O'Connor junto a Hernán García fundan la banda O'Connor. En 2011 se anuncia el regreso de Malón con su formación original con un concierto en el Estadio Cubierto Malvinas Argentinas.
Hasta la fecha Claudio O'Connor lleva grabados en total 14 álbumes de estudio y 11 álbumes en directo, además de numerosas participaciones, entre ellas con Attaque 77, entre otros.

## Historia

### Inicios
Claudio comenzó a utilizar el seudónimo O'Connor, apellido paterno de uno de sus amigos de toda la vida, de su barrio de nacimiento en Llavallol, al sur del Gran Buenos Aires.
Comenzó musicalmente en el año 1984 al ser recomendado por Walter Armada, quien en ese entonces era guitarrista y posteriormente bajista de Horse Power. Esta última, al sufrir cambios de integrantes, incluido el flamante ingreso de Claudio O'Connor como vocalista, reformuló su nombre a Mark I. La banda realizó más de 30 shows hasta su disolución en 1987. Llegaron a grabar dos demos, uno con 2 canciones («Una farsa más» y «El traidor») y otro con 4 («El traidor», «Esto es (Mark)», «Tierra marginal» y «Las tablas de la ley»).

### Hermética y Malón
Poco tiempo después, Fabián Spataro (exbaterista de Mark I) se unió a un nuevo proyecto junto a Ricardo Iorio. Fabián le insiste al mánager y al propio Ricardo para que prueben a un cantante, que no era otro que O'Connor. Iorio decidió no continuar con el nombre de su anterior banda V8, llamándola Hermética, y Claudio permaneció en la misma durante toda su existencia.
Al separarse el grupo, permaneció junto a sus compañeros Antonio Romano y Claudio Strunz, y junto al bajista Karlos Cuadrado conformaron la banda de thrash metal Malón. Dicho grupo mantuvo una feroz rivalidad con Almafuerte, el grupo que formara Ricardo Iorio.
Luego de un gran camino con Hermética, O'Connor decide experimentar nuevas rutinas musicales, grabando algunas canciones como guitarrista, acompañado de Antonio Romano.

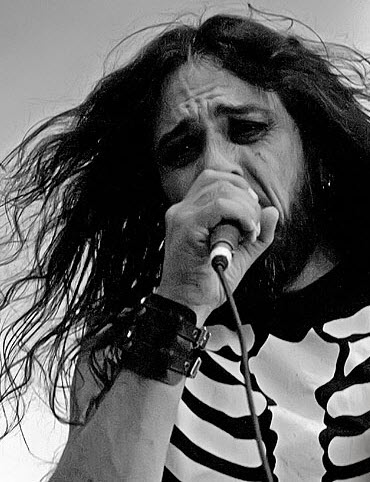
O'Connor durante un concierto en el Estadio G.E.B.A.

Malón se volvió a reunir en un par de ocasiones, una fue sólo para un recital y O'Connor participó de la misma, y la otra fue en un concierto homenajeando a Black Sabbath donde tocaron Simbiosis (donde tocara Claudio Strunz), Visceral (de Antonio Romano y Karlos Cuadrado) y la banda O'Connor. Claudio fue ofrecido para volver a formar Malón de forma estable, y no lo aceptó, por lo que Eduardo Ezcurra ocupó el lugar vacante de vocalista.

### O'Connor y el regreso de Malón
A principios de 1998, emprendió O'Connor, un proyecto personal paralelo a Malón. A los pocos meses, por varias razones, Claudio decide separarse de estos últimos y dedicarse de lleno a su nueva banda, en la que experimenta con el rock pesado de los 70s. A su vez, los integrantes restantes formaron otras bandas paralelas.

"A la banda le íbamos a buscar un nombre, pero era detenerse en algo que nos iba a restar tiempo de hacer otra cosa. Que se llame O'Connor, no significa que sea un proyecto solista. Ozzy tiene el nombre completo de él en su banda y siempre armó bandas. Yo veía a su banda y no me lo ponía a ver a él solo, miraba a Rudy Sarzo, a Randy Rhoads, etc."
Claudio O'Connor

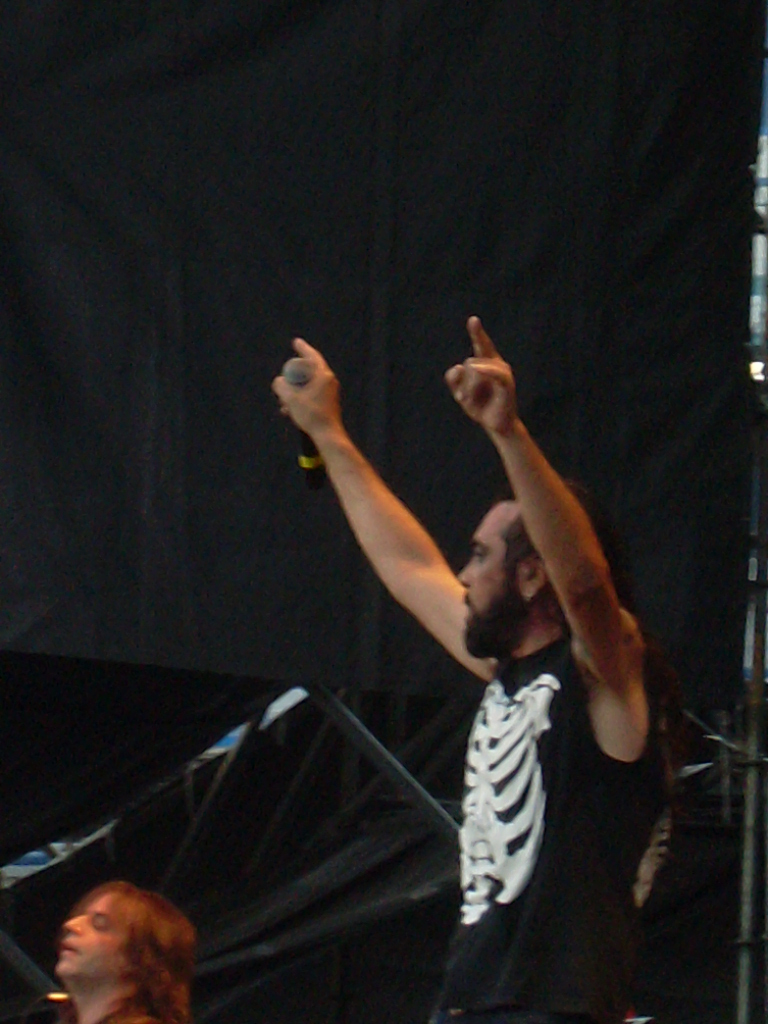
Claudio O'Connor junto a O'Connor en el Quilmes Rock 2009.

En el año 2011, O'Connor y Antonio Romano anuncian el regreso de Malón con la formación original, con su primer show el 18 de diciembre del mismo año en el estadio Malvinas Argentinas, el cual fue grabado y lanzado en formato CD + DVD en 2012 bajo el nombre de El regreso más esperado. En 2013 lanzan un segundo DVD "360º" también grabado en el estadio Malvinas Argentinas.
En 2015 lanzaron su nuevo disco de estudio "Nuevo Orden Mundial".

## Discografía

### Mark 1
- 1988: Demo

### Hermética
- 1989: Hermética
- 1990: Intérpretes
- 1991: Ácido argentino
- 1993: En vivo 1993 Argentina
- 1994: Víctimas del vaciamiento
- 1995: Lo último
- 1996: En concierto I&II

### Malón
- 1995: Espíritu combativo
- 1996: Justicia o resistencia
- 1997: Resistencia viva
- 2012: El regreso más esperado
- 2013: 360º
- 2015: Nuevo orden mundial
- 2023: Oscuro plan del poder

### O'Connor
- 1999: Hay un lugar
- 2000: Yerba mala nunca muere
- 2002: Dolorización
- 2003: Vive siempre...
- 2004: El tiempo es tan pequeño
- 2006: Estamos pariendo
- 2008: Naturaleza muerta
- 2009: La década tour 1998-2008
- 2010: Río extraño
- 2011: Un lugar que nunca muere vol. 1
- 2011: Un lugar que nunca muere vol. 2
- 2012: Un poco de respeto
- 2016: La grieta